# Relations entre l'Irak et l'Union européenne
Les relations entre l'Irak et l'Union européenne sont les relations entretenue entre la République d'Irak et l’Union, relations qui ont été mises à rude épreuve depuis le début des années 1990 mais qui progresse dorénavant graduellement. Si la Turquie entrait dans l’Union européenne, l'Irak borderait l'Union européenne.

## Antécédent
Les différences entre les approches européennes et américaines concernant l'Irak commencèrent à émerger dans les années 1990. Cette période, suivant l'expulsion de l'Irak du Koweït en 1991, a été caractérisée par la politique de l'endiguement. À côté de ces politiques, toutefois, les États-Unis s'impliquèrent de plus en plus dans l'établissement de la démocratie dans les États arabes, une politique qui n’avait pas de pendant en Europe. Le lent mouvement de Washington a atteints son point culminant en 1998, sous l’Administration Clinton, en votant l’Iraq Liberation Act. Aucun projet similaire ne fut adopté en Europe.
La politique étrangère et de sécurité commune de l’Europe est née après l'entrée en vigueur du traité de Maastricht en 1993. En 1999, la PESC fut consolidé par la création de la fonction de Haut Représentant. Du fait de son caractère récent, la PESC ne put empêché les divergences en Europe vis-à-vis de la crise irakienne. La France et l'Allemagne s'opposaient aux plans, menés par les Américains, d'invasion de l'Irak, et le Royaume-Uni s'est rallié aux États-Unis et envoya des troupes pour l'invasion. Les autres États membres se sont ensuite réparties en fonction de ces positions, beaucoup contribuant à la force multinationale en Irak.

## Relations économiques avec l’Irak

### Financement de la reconstruction et dette
Le financement et l’aide européen pour la reconstruction de l'Irak était limité. Une nouvelle fois, l'opposition des principaux États européens à l’invasion a constitué un facteur clef. Lors de la Conférence de Madrid des donneurs en octobre 2003, peu après l'invasion, un total de 33 milliards fut recueilli pour la reconstruction de l’Irak. De cette somme, près de 20 milliards venaient des États-Unis, 5 milliards fut donné par le Japon, et 1 milliard par le Royaume-Uni. La France refusa de contribuer. Au total 1,5 milliard fut donné par les autres États membres de l'Union. La Commission européenne donna, elle-même, 518,5 millions d'euros. 
En novembre 2004, la question sensible de la dette publique irakienne fut abordée lors d'un accord entre le nouveau gouvernement irakien et les États membres du club de Paris. Un plan majeure de réduction de la dette fut accordé, ce qui la réduit de 80 % en trois phases (liées à l'adhésion de l'Irak au programme standard du Fonds monétaire international).
L'Union européenne participe également à la reconstruction du pays après la défait de l'État islamique en 2017.

### Commerce
L'Union européenne est le deuxième partenaire de l'Irak après les États-Unis, avec 20,7 %. L'Union est aussi le deuxième plus important exportateur vers l'Irak. L'Irak fait partie des dix premiers États à fournir de l’énergie en Europe bien qu'il ne représente que 1,4 % des importations européennes d'énergie.

## Sources

## Compléments